# Koripan (Susukan)
Koripan is een bestuurslaag in het regentschap Semarang van de provincie Midden-Java, Indonesië. Koripan telt 4181 inwoners (volkstelling 2010).